# Saison 2012 de l'équipe cycliste Europcar
La saison 2012 de l'équipe cycliste Europcar est la treizième de l'équipe dirigée par Jean-René Bernaudeau tous sponsors confondus, la deuxième avec ce sponsor. L'équipe est comme en 2011 une équipe continentale professionnelle. En tant que telle, l'équipe peut participer aux différentes courses des circuits continentaux de cyclisme. Elle est admissible aux épreuves de l'UCI World Tour sur invitations des organisateurs des courses.

## Préparation de la saison 2012

### Arrivées et départs
| Arrivées         | Équipe 2011    |
| ---------------- | -------------- |
| Rafaâ Chtioui    | Acqua & Sapone |
| Davide Malacarne | Quick Step     |
| Matteo Pelucchi  | Geox-TMC       |
| Björn Thurau     | NSP            |
| Angélo Tulik     | Vendée U       |

| Départs            | Équipe 2012               |
| ------------------ | ------------------------- |
| Guillaume Le Floch | Côtes d'Armor-Marie Morin |

## Déroulement de la saison
L'équipe commence la saison au Grand Prix d'ouverture La Marseillaise où Davide Malacarne prend la 5e place. L'équipe enchaine avec l'Étoile de Bessèges où elle décroche sa première victoire de la saison avec Pierre Rolland, qui termine ensuite quatrième du classement général. L'équipe participe au Challenge de Majorque où Matteo Pelucchi se fait remarquer en terminant 10e du Trofeo Palma de Mallorca et 3e du Trofeo Migjorn. Le Tour du Haut-Var marque le retour a la compétition de Thomas Voeckler, le vainqueur sortant, qui obtient la sixième place de la première étape. Elle participe au Tour de Langkawi ou l'équipe se distingue avec une 2e place (Matteo Pelucchi) et deux 4e place (Yohann Gène et Mathieu Claude). Au Circuit Het Nieuwsblad, Alexandre Pichot prend une 9e place puis, le lendemain Davide Malacarne prend la 4e place au Boucles du Sud Ardèche et Sébastien Chavanel la 7e place de Kuurne-Bruxelles-Kuurne. Au Trois Jours de Flandre-Occidentale, Saïd Haddou prend la 3e place de la 1re étape. Par rapport à l'année précédente l'équipe réalise un mauvais Paris-Nice. À la Roue tourangelle remporté l'année précédente, Rafaâ Chtioui termine deuxième. Alexandre Pichot confirme sa bonne forme en terminant 5e d'À travers les Flandres et 8e du Grand Prix E3 ou Sébastien Turgot termine 10e. Au Tour de Normandie, Jérôme Cousin remporte la 2e étape ainsi que le classement général, ce sont les deuxième et troisième victoires de l'équipe cette saison. Au Critérium international, Cyril Gautier remporte le maillot de meilleur jeune. Au Trois Jours de La Panne l'équipe réalise quelques bonnes places au sprint ainsi qu'une 10e au général pour Sébastien Turgot. L'équipe réalise un bon Tour des Flandres avec Vincent Jérôme qui anima l'échappée jusqu'à 20 km de l'arrivée et Thomas Voeckler qui termina 8e et Sébastien Turgot 26e.

## Coureurs et encadrement technique

### Effectif
| Effectif 2012                                        | Effectif 2012     | Effectif 2012 | Effectif 2012                      |
| Cycliste                                             | Date de naissance | Pays          | Équipe précédente                  |
| ---------------------------------------------------- | ----------------- | ------------- | ---------------------------------- |
| Yukiya Arashiro                                      | 22 septembre 1984 | Japon         | Meitan Hompo-GDR (2008)            |
| Giovanni Bernaudeau                                  | 25 août 1983      | France        | Vendée U-Pays de la Loire (2004)   |
| Franck Bouyer                                        | 17 mars 1974      | France        | La Française des jeux (1999)       |
| Anthony Charteau                                     | 4 juin 1979       | France        | Caisse d'Épargne (2009)            |
| Sébastien Chavanel                                   | 21 mars 1981      | France        | FDJ (2010)                         |
| Rafaâ Chtioui                                        | 26 janvier 1986   | Tunisie       | Acqua & Sapone (2011)              |
| Mathieu Claude                                       | 17 mars 1983      | France        | Vendée U-Pays de la Loire (2004)   |
| Jérôme Cousin                                        | 5 juin 1989       | France        | Vendée U (2010)                    |
| Damien Gaudin                                        | 20 août 1986      | France        | Vendée U (2007)                    |
| Cyril Gautier                                        | 26 septembre 1987 | France        | Bretagne-Armor Lux (2008)          |
| Yohann Gène                                          | 25 juin 1981      | France        | Vendée U-Pays de la Loire (2004)   |
| Saïd Haddou                                          | 23 novembre 1982  | France        | Auber 93 (2006)                    |
| Tony Hurel                                           | 1 novembre 1987   | France        | Vendée U (2010)                    |
| Vincent Jérôme                                       | 26 novembre 1984  | France        | Vendée U-Pays de la Loire (2005)   |
| Christophe Kern                                      | 18 janvier 1981   | France        | Cofidis, le Crédit en Ligne (2010) |
| Davide Malacarne                                     | 11 juillet 1987   | Italie        | Quick Step (2011)                  |
| Matteo Pelucchi (1 janv.–1 janv.)                    | 21 janvier 1989   | Italie        | Geox-TMC (2011)                    |
| Alexandre Pichot                                     | 6 janvier 1983    | France        | Vendée U-Pays de la Loire (2005)   |
| Perrig Quéméneur                                     | 26 avril 1984     | France        | Vendée U (2007)                    |
| Kévin Réza                                           | 18 mai 1988       | France        | Vendée U (2010)                    |
| Pierre Rolland                                       | 10 octobre 1986   | France        | Crédit Agricole (2008)             |
| Björn Thurau                                         | 23 juillet 1988   | Allemagne     | NSP (2011)                         |
| Angélo Tulik                                         | 2 décembre 1990   | France        | Vendée U (2011)                    |
| Sébastien Turgot                                     | 11 avril 1984     | France        | Vendée U (2007)                    |
| David Veilleux                                       | 26 novembre 1987  | Canada        | Kelly Benefit Strategies (2010)    |
| Thomas Voeckler                                      | 22 juin 1979      | France        | Vendée U-Pays de la Loire (2000)   |
| Romain Guillemois (1 août–31 déc., stagiaire)        | 28 mars 1991      | France        | Vendée U (2012)                    |
| Pierre-Henri Lecuisinier (1 août–31 déc., stagiaire) | 30 juin 1993      | France        |                                    |
| Bryan Nauleau (1 août–31 déc., stagiaire)            | 13 mars 1988      | France        | Vendée U (2012)                    |
|                                                      |                   |               |                                    |
| Source : ProCyclingStats                             |                   |               |                                    |

## Bilan de la saison

### Victoires
| Date       | Course                                          | Pays     | Classe | Vainqueur        |
| ---------- | ----------------------------------------------- | -------- | ------ | ---------------- |
| 03/02/2012 | 3e étape de l'Étoile de Bessèges                | France   | 2.1    | Pierre Rolland   |
| 20/03/2012 | 2e étape du Tour de Normandie                   | France   | 2.2    | Jérôme Cousin    |
| 25/03/2012 | Classement général du Tour de Normandie         | France   | 2.2    | Jérôme Cousin    |
| 11/04/2012 | Flèche brabançonne                              | Belgique | 1.HC   | Thomas Voeckler  |
| 24/04/2012 | 1re étape de la Tropicale Amissa Bongo          | Gabon    | 2.1    | Yohann Gène      |
| 26/04/2012 | 3e étape de la Tropicale Amissa Bongo           | Gabon    | 2.1    | Thomas Voeckler  |
| 28/04/2012 | 5e étape de la Tropicale Amissa Bongo           | Gabon    | 2.1    | Yohann Gène      |
| 29/04/2012 | Classement général de la Tropicale Amissa Bongo | Gabon    | 2.1    | Anthony Charteau |
| 08/05/2012 | 5e étape des Quatre Jours de Dunkerque          | France   | 2.HC   | Matteo Pelucchi  |
| 12/05/2012 | 3e étape du Rhône-Alpes Isère Tour              | France   | 2.2    | Jérôme Cousin    |
| 13/05/2012 | 4e étape du Rhône-Alpes Isère Tour              | France   | 2.2    | Angélo Tulik     |
| 25/05/2012 | Grand Prix de Tallinn-Tartu                     | Estonie  | 1.1    | Saïd Haddou      |
| 09/06/2012 | 3e étape de la Ronde de l'Oise                  | France   | 2.2    | Matteo Pelucchi  |
| 11/07/2012 | 10e étape du Tour de France                     | France   | WT     | Thomas Voeckler  |
| 12/07/2012 | 11e étape du Tour de France                     | France   | WT     | Pierre Rolland   |
| 18/07/2012 | 16e étape du Tour de France                     | France   | WT     | Thomas Voeckler  |
| 24/07/2012 | Prologue du Tour Alsace                         | France   | 2.2    | Europcar         |
| 29/07/2012 | Polynormande                                    | France   | 1.1    | Tony Hurel       |
| 09/08/2012 | 1re étape de la Mi-août en Bretagne             | France   | 2.2    | David Veilleux   |
| 12/08/2012 | Classement général de la Mi-août en Bretagne    | France   | 2.2    | David Veilleux   |
| 17/08/2012 | Classement général du Tour du Limousin          | France   | 2.HC   | Yukiya Arashiro  |
| 18/08/2012 | Trois vallées varésines                         | Italie   | 1.HC   | David Veilleux   |

### Résultats sur les courses majeures
Les tableaux suivants représentent les résultats de l'équipe dans les principales courses du calendrier international dans lesquelles l'équipe bénéficie d'une invitation (trois des cinq classiques majeures et le Tour de France). Pour chaque épreuve est indiqué le meilleur coureur de l'équipe, son classement ainsi que les accessits glanés par Europcar sur les courses de trois semaines.

#### Classiques
| Classique            | Milan-San Remo | Tour des Flandres    | Paris-Roubaix         | Liège-Bastogne-Liège | Tour de Lombardie |
| -------------------- | -------------- | -------------------- | --------------------- | -------------------- | ----------------- |
| Coureur (classement) | Non invitée    | Thomas Voeckler (8e) | Sébastien Turgot (2e) | Thomas Voeckler (4e) | Non invitée       |

#### Grands tours
| Grand tour           | Tour d'Italie | Tour de France                                                                                              | Tour d'Espagne |
| -------------------- | ------------- | --- | -------------- |
| Coureur (classement) | Non invitée   | Pierre Rolland (8e)                                                                                         | Non invitée    |
| Accessits            |               | 3 victoires d'étapes (Thomas Voeckler (2) et Pierre Rolland) et Grand Prix de la montagne (Thomas Voeckler) |                |

### Classements UCI

#### UCI Africa Tour
L'équipe Europcar termine à la troisième place de l'America Tour avec 230 points. Ce total est obtenu par l'addition des points des huit meilleurs coureurs de l'équipe au classement individuel, cependant seuls trois coureurs sont classés,.
| Rang | Coureur          | Points |
| ---- | ---------------- | ------ |
| 11   | Anthony Charteau | 106    |
| 15   | Yohann Gène      | 86     |
| 39   | Thomas Voeckler  | 38     |

#### UCI Asia Tour
L'équipe Europcar termine à la quarante-et-unième place de l'Asia Tour avec 47 points. Ce total est obtenu par l'addition des points des huit meilleurs coureurs de l'équipe au classement individuel, cependant seuls cinq coureurs sont classés,.
| Rang | Coureur         | Points |
| ---- | --------------- | ------ |
| 139  | Matteo Pelucchi | 20     |
| 202  | Yohann Gène     | 11     |
| 242  | Yukiya Arashiro | 7      |
| 243  | Mathieu Claude  | 7      |
| 323  | Kévin Réza      | 2      |

#### UCI Europe Tour
L'équipe Europcar termine à la huitième place de l'Europe Tour avec 1 105 points. Ce total est obtenu par l'addition des points des huit meilleurs coureurs de l'équipe au classement individuel,.
| Rang  | Coureur             | Points |
| ----- | ------------------- | ------ |
| 17    | Thomas Voeckler     | 282    |
| 61    | David Veilleux      | 162    |
| 92    | Matteo Pelucchi     | 127    |
| 102   | Yukiya Arashiro     | 119    |
| 118   | Sébastien Turgot    | 109    |
| 120   | Sébastien Chavanel  | 108    |
| 127   | Saïd Haddou         | 105    |
| 150   | Jérôme Cousin       | 93     |
| 164   | Tony Hurel          | 89     |
| 209   | Pierre Rolland      | 73     |
| 231   | Rafaâ Chtioui       | 66     |
| 283   | Yohann Gène         | 54     |
| 305   | Anthony Charteau    | 50     |
| 316   | Damien Gaudin       | 47     |
| 330   | Davide Malacarne    | 44     |
| 418   | Björn Thurau        | 33     |
| 440   | Vincent Jérôme      | 31     |
| 475   | Alexandre Pichot    | 29     |
| 557   | Angélo Tulik        | 20     |
| 897   | Cyril Gautier       | 8      |
| 1 016 | Christophe Kern     | 5      |
| 1 067 | Giovanni Bernaudeau | 4      |
| 1 067 | Franck Bouyer       | 4      |
| 1 141 | Kévin Réza          | 2      |